# 马韦利克卡拉
马韦利克卡拉（Mavelikkara），是印度喀拉拉邦Alappuzha县的一个城镇。总人口28440（2001年）。

## 人口
该地2001年总人口28440人，其中男性13499人，女性14941人；0—6岁人口2731人，其中男1367人，女1364人；识字率85.87%，其中男性为86.72%，女性为85.10%。